# Chirostoma

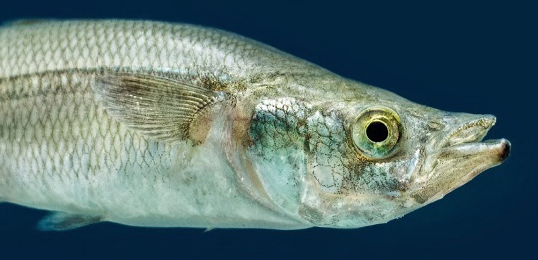
Chirostoma estor

Chirostoma es el nombre científico zoológico de un género, con numerosas especies, de pequeños peces comúnmente conocidos como charales, que se reproducen casi únicamente en los lagos de México.

## Descripción
Los charales son peces pequeños (de 6 a 12 cm), delgados, comprimidos lateralmente, cubiertos de escamas, con una banda plateada en los flancos; de cabeza larga y aplanada, hocico romo, boca chica con dientes y protráctil, labios gruesos, 17 branquispinas; tienen dos aletas dorsales. Los adultos, que son zooplanctófagos, forman grupos con decenas de individuos, no tienen instintos paternales, son ovíparos de fecundación externa, como la mayoría de los peces, y su época de desove es primavera.

## Hábitat
Son peces propios de aguas lénticas, semicálidas, que toleran ciertos grados de turbiedad, aguas duras y con pH de 7.2 a 8.2, con 4 a 8 cc de oxígeno por litro.

## Biología
En sus primeras etapas de desarrollo se alimentan con los organismos más pequeños que forman el zooplancton, según van creciendo aumenta el tamaño de los organismos que capturan, por ejemplo: Copépodos, protozoarios, rotíferos, larvas de insecto, etc. Los charales adultos se pueden considerar como carnívoros primarios zooplanctófagos. Son depredados por el pescado blanco y otros peces ictiófagos.

## Reproducción
Los charales adultos y maduros sexualmente se retiran de las áreas tróficas y se reúnen por 2 a 3 horas y estas unidades pueden estar formadas por decenas o centenas de individuos; las áreas de desove tienen piedras cubiertas por algas filamentosas, las cuales después del desove y la eyaculación quedan cubiertas de huevos. A una temperatura de 24 °C la incubación dura 72 horas y la bolsa vitelina se reabsorbe en 3 a 5 días.
El huevo es fijo, esférico, amarillo, mide 1 mm, tiene filamentos interovulares. Una hembra promedio pone alrededor de 600 huevos.

## Distribución
Los charales se encuentran en las aguas lénticas del altiplano mexicano, como son el lago Cuitzeo, la cuenca del río Lerma, el lago de Pátzcuaro, el lago Cuitzeo, el lago de Zirahuén, el lago de Chapala, el laguna de Yuriria, etc. Además, se han introducido en cientos de cuerpos de agua dulce del país.

## Charal y pescado blanco
Las diferencias que existen entre el charal y el pescado blanco en un estado juvenil sólo un especialista las podría notar. Básicamente la diferencia estriba en el tamaño, pues el charal alcanza como máximo 14 cm en tanto que el pescado blanco puede llegar a los 40 cm.
Se realiza una explotación exhaustiva y poco selectiva de la especie, con lo que se capturan peces de todas las tallas pues se confunden durante la pesquería con el charal, lo que ha causado una reducción notable de su población pues la pesca afecta todos los estadios del ciclo biológico.

## Uso culinario

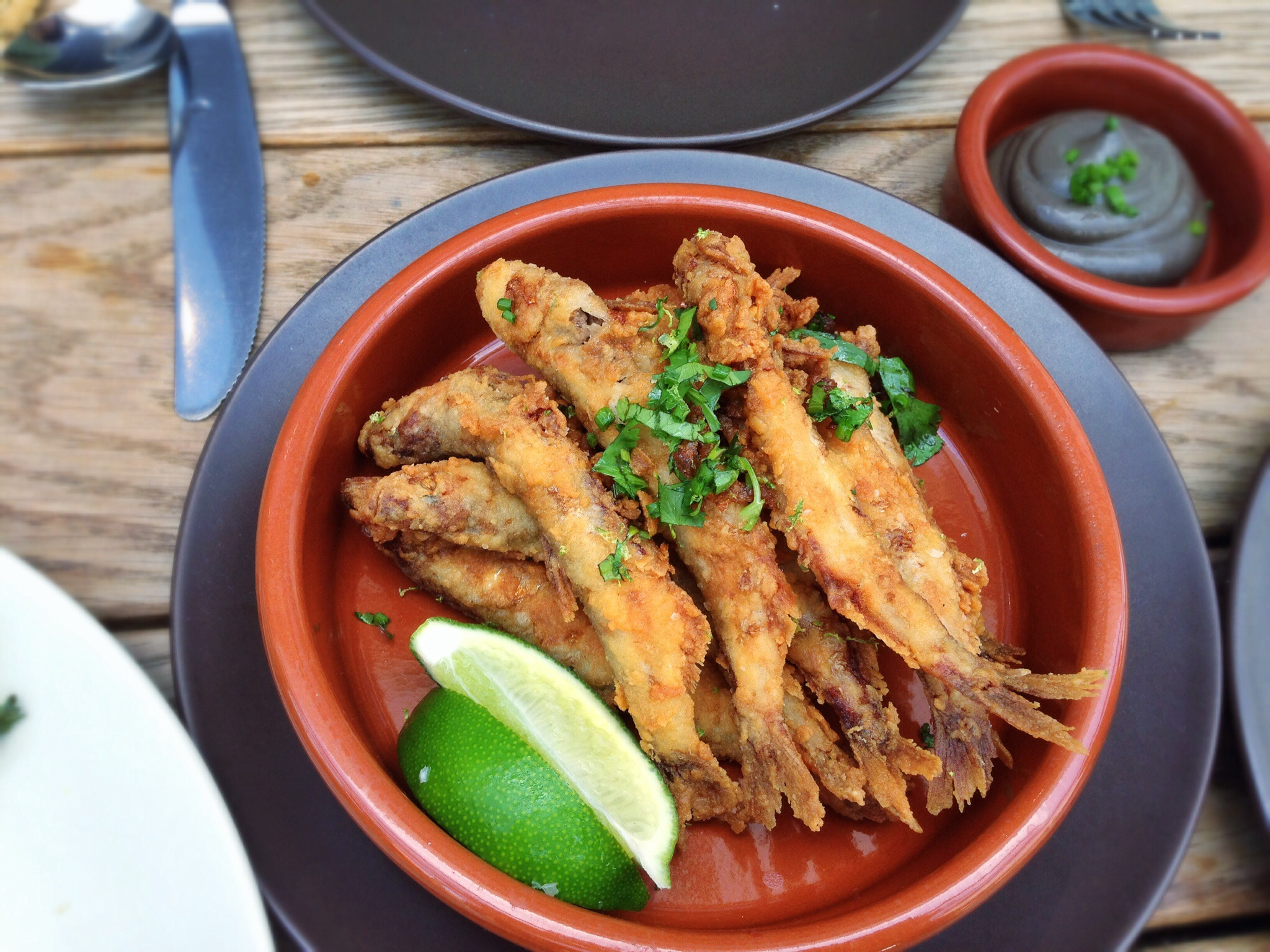
Charales fritos

Se puede preparar de diversas formas, ya sea seco y frito (con sal y limón), cubierto de chile seco, empanizado, frito con huevo o con ajo. Además se pueden preparar como otros tipos de comida, como puede ser el omelette o tortitas fritas en salsa verde.
Se puede adquirir en restaurantes a orillas del Lago de Chapala; en los mercados locales normalmente lo venden seco, con un precio muy accesible.

### Disponibilidad
En 2013, la investigadora de la UAM Unidad Iztapalapa Irene de los Ángeles Barriga Sosa, encabezó un proyecto acuícola para favorecer manejo responsable de la especie Chirostoma humboldtinaum, además de su conservación y la adecuada explotación comercial.
Así mismo, en el Lago de Pátzcuaro, en Pátzcuaro, Michoacán, se cultiva la especie Chirostoma estor, de donde es endémica. 

## Especies
Actualmente hay 23 especies reconocidas en este género, y varias de las siguientes especies pueden hibridarse:
- Chirostoma aculeatum Barbour, 1973 – Charal cuchillo.
- Chirostoma arge Jordan & Snyder, 1899 – Charal del Verde.
- Chirostoma attenuatum Meek, 1902 – Charal prieto del lago de Pátzcuaro, endémica de Pátzcuaro, Michoacán.
- Chirostoma bartoni Jordan & Evermann, 1896 – Charal de la caldera, posiblemente extinta.
- Chirostoma chapalae Jordan & Snyder, 1899 – Charal de Chapala, Jalisco, la especie más prolífera.
- Chirostoma charari de Buen, 1945 – Charal tarasco, endémico del río Grande de Morelia, Michoacán, posiblemente extinto.
- Chirostoma compressum de Buen, 1940 – Charal, posiblemente extinto.
- Chirostoma consocium Jordan & Hubbs, 1919 – Charal de rancho.
- Chirostoma contrerasi Barbour, 2002 – Charal de Ajijic, Jalisco.
- Chirostoma copandaro de Buen, 1945
- Chirostoma estor Jordan, 1880 – Pescado blanco del lago de Pátzcuaro, Michoacán.
- Chirostoma grandocule Steindachner, 1894 – Charal endémico del lago de Pátzcuaro, Michoacán.
- Chirostoma humboldtianum Valenciennes, 1835 – Charal de Xochimilco, Ciudad de México o Charal del Valle de México.
- Chirostoma jordani Woolman, 1894 – Charal o charal del Mezquital, endémico del lago de Pátzcuaro, Michoacán.
- Chirostoma labarcae Meek, 1902 – Charal de la barca.
- Chirostoma lucius Boulenger, 1900 – Charal de La Laguna, lago de Chapala, Jalisco.
- Chirostoma melanoccus Álvarez, 1963 – Charal de San Juanico, presa de San Juanico, Michoacán.
- Chirostoma patzcuaro Meek, 1902 – Charal pinto, endémico del lago de Pátzcuaro, Michoacán, posiblemente extinto.
- Chirostoma promelas Jordan & Snyder, 1899 – Charal boca negra, lago de Chapala, Jalisco, posiblemente extinto.
- Chirostoma reseratum Álvarez, 1963
- Chirostoma riojai Solórzano & López, 1966 – Charal de Santiago, lago Santiago Tilapa, Estado de México.
- Chirostoma sphyraena Boulenger, 1900 – Charal barracuda o pescado blanco del lago de Chapala, Jalisco, en peligro.
- Chirostoma zirahuen Meek, 1902